# TNO Informatie- en Communicatietechnologie
TNO Informatie- en Communicatietechnologie was een onderdeel van TNO dat ontstond op 1 januari 2005 toen het toenmalige TNO-instituut TNO Telecom werd uitgebreid met een aantal medewerkers van het instituut TNO STB (Strategie, Technologie en Beleid).
TNO Telecom was tot die tijd het jongste TNO-instituut dat op zijn beurt ontstond toen per 1 januari 2003 de onderzoekstak van KPN over ging van KPN naar TNO. TNO kreeg daarmee in een klap een ICT-kennisinstituut van ongeveer 400 man in zijn gelederen. Het voormalige TNO Informatie- en Communicatietechnologie was binnen Europa een van de grootste ICT-kennisinstituten. Behalve technische experts werkten bij TNO Informatie- en Communicatietechnologie ook experts die de gebruiks-, sociale en financiële aspecten van ICT-innovaties afdekten. In de eerste paar jaar van zijn bestaan zijn vanuit de bij TNO Informatie- en Communicatietechnologie opgedane expertise dan ook al diverse zelfstandige bedrijfjes ontstaan.
TNO Informatie- en Communicatietechnologie was gevestigd in Delft, Groningen en Enschede.

## Situatie vanaf 2011
Vanaf 1 januari 2011 zijn alle kerngebieden opgeheven en is TNO overgegaan op een thematisch aangestuurde matrixorganisatie. De kennisgebieden van TNO ICT zijn verdeeld over twee van de drie nieuwgevormde instituten: Technical Sciences en Behavioral and Societal Sciences.